# Metal Slug (jeu vidéo, 2006)
Pour le jeu éponyme de 1996, voir Metal Slug (jeu vidéo, 1996). Pour la série éponyme, voir Metal Slug.
Metal Slug est un jeu de tir en vue à la troisième personne développé et édité par SNK Playmore et sorti en 2006 sur PlayStation 2 uniquement au Japon. Il est le premier jeu de la série Metal Slug en trois dimensions

## Scénario
Deux ans ont passé depuis les évènements du premier Metal Slug, et le Général Morden s'est associé avec Oguma Entreprises, spécialisé dans les nouvelles technologies. Des informations circulent sur le fait que le QG de l'Armée Rebelle a été déplacé temporairement dans un village de montagne. Les Peregrine Falcon sont donc envoyés pour se renseigner et mettre hors d'état de nuire le Général Morden.

## Système de jeu
Metal Slug est un jeu de tir à la troisième personne dans lequel le joueur doit atteindre la fin des 12 niveaux en éliminant tous les ennemis. Le joueur peut tirer avec plusieurs armes, chacune ayant un effet différent. Il peut verrouiller les ennemis pour tirer plus précisément. En fin de niveau, il est possible d'améliorer les capacités du personnage à l'aide de points de compétences octroyés par le jeu en fin de niveau.